# Stajki (rejon orszański)
Stajki (biał. Стайкі; ros. Стайки, Stajki) – wieś na Białorusi, w obwodzie witebskim, w rejonie orszańskim, w sielsowiecie Mieżawa.
Znajduje się tu stacja kolejowa Stajki, położona na linii Witebsk - Orsza.